# Zemědělství, lesnictví a rybářství v Polsku
Polské zemědělství a lesnictví vychází z jeho zeměpisné polohy. Je také ovlivněno historickým vývojem, který se  projevuje mimo jiné i v rozdílné velikosti zemědělských usedlostí na východě a západě země To se projevuje i na potravinářském průmyslu, rybářství však má však menší význam. Také vývoj lesnictví se v průběhu historie mění a vyznačuje se růstem lesních ploch.

## Zemědělství
Polsko má třetí největší zemědělskou plochu v EU: Velká část zemědělství zůstala i po celé období socialismu v soukromých rukou, asi 2 miliony soukromých farem využívá 90% orné půdy. Průměrná plocha farmy v Polsku v roce 2013 byla 11,54 ha.
Přestože zemědělství produkuje méně než 4% HDP, polské zemědělství zaměstnává 14,8% všech zaměstnanců, přitom průměrná zaměstnanost v tomto odvětví je v ekonomice Evropské unie 4,5%.
Mezi jednotlivými vojvodstvími jsou velké rozdíly. Na západě Polska ve Slezském a Dolnoslezském vojvodství pracuje v zemědělství 3,3% z celkového počtu zaměstnanců, ale na východě v Lublinské vojvodství dosahuje zaměstnanost v zemědělství 33,7%.
Struktura zemědělství odpovídá středoevropským poměrům:
- Polní produkce – podle údajů Ústředního statistického úřadu Polska byla v roce 2015 pěstební plocha 10,8 mil. hektarů, z toho 69,9% (7,5 mil. ha) zabírala výměra obilovin. Téměř polovinu této plochy (31,9% všech plodin) zabírala pšenice a o něco méně (20,2%) žitovec (polsky (pszenżyto) což je kříženina žita a pšenice, které je pěstováno v Polsku zhruba 20 x více než v České republice. Další skupinou jsou krmné plodiny včetně kukuřice a luskovinové směsi (13,2% tj. 1 419,9 tis. ha).
- Polsko je evropským lídrem v produkci brambor a cukrové řepy.

- Hovězí a vepřové maso – chov krav a prasat hraje v zemědělství také významnou roli a jeho produkce je součástí polského exportu. Velký význam má mléko a na to navazující zpracování.
- Drůbež – Domácí produkce drůbeže v roce 2015 činila 2,839 mil. tun. Polsko je největším producentem drůbeže v Evropské unii a třetím největším vývozcem na světě.
- Slepičí vejce – Produkce slepičích vajec v roce 2015 činila 10,474 miliardy kusů. Z hlediska vývozu je Polsko na druhém místě v EU.
- Jablka – Sklizeň jablek v roce 2015 byla odhadnuta na 3,168 milionů tun a Polsko bylo v roce 2015 největším vývozcem jablek na světě.
- Houby – Produkce hub v roce 2015 činila 335 tis. tón. Polsko je největším producentem hub v Evropě a největším vývozcem těchto hub na světě.
- Kožešiny – Výroba kožešin v roce 2015 činila cca 10 mil. kusů Polsko je po Dánsku druhým největším výrobcem přírodních kožešin v Evropě a třetím na světě.

## Lesnictví
Od konce druhé světové války se lesní zdroje v Polsku systematicky zvyšují. Hospodaření v lesích v letech 1946–1970, bylo převážně založené na zalesňování (především borovice) a zvýšilo lesnatost Polska na 28%. K 31. prosinci 2016 pokrývaly lesní plochy již 9 milionů 230 tisíc ha, což představovalo 29,5% rozlohy země. V roce 2020 pokrývaly lesy asi 30% rozlohy země a v roce 2050 to bude 33%. Polské lesy, podle struktury z roku 2014, jsou převážně borovicové (cca 58,5%), podíl ostatních stromů (bříza, dub, buk, smrk a další) nepřekračuje 7,5%.

## Rybařství
V rybařství je Polsko na 64 místě na světě a na export je určeno pouze 0,2 procenta produkce. Hlavní druhy ryb lovené v polské hospodářské zóně v Baltském moři jsou: šproty (59 430 tun v roce 2007), treska obecná, sleď obecný (22 088 tun v roce 2007), losos a mořský pstruh (140 000 v roce 2007), platýs (7 479 tun) a ve vnitrozemí jsou loveny další sladkovodní ryby jako candát, cejn, okoun, plotice. Lov provádí přibližně 1500 rybářských lodí a kutrů.

## Potravinářský průmysl
Polsko se vyznačuje velkým počtem malých a rozptýlených závodů, zaměstnává 544 tis. lidí a produkuje 20,2 % průmyslové produkce. Jedná se zejména o masný, rybí, mléčný, mlynářský, cukrovarnický a cukrářský průmysl (čokoládové výrobky), ovocnářský a zeleninový průmysl, výroba alkoholických nápojů, průmysl slaných pochutin a potravinářských koncentrátů.